# 附城镇 (康乐县)
附城镇，是中华人民共和国甘肃省临夏回族自治州康乐县下辖的一个乡镇级行政单位。

## 行政区划
附城镇下辖以下地区：
新集社区、高林湾村、高丰村、中元村、斜路村、新集村、石王村、磨羌村、松树沟村、马家咀村和刘家庙村。